# Křesťanská mystika

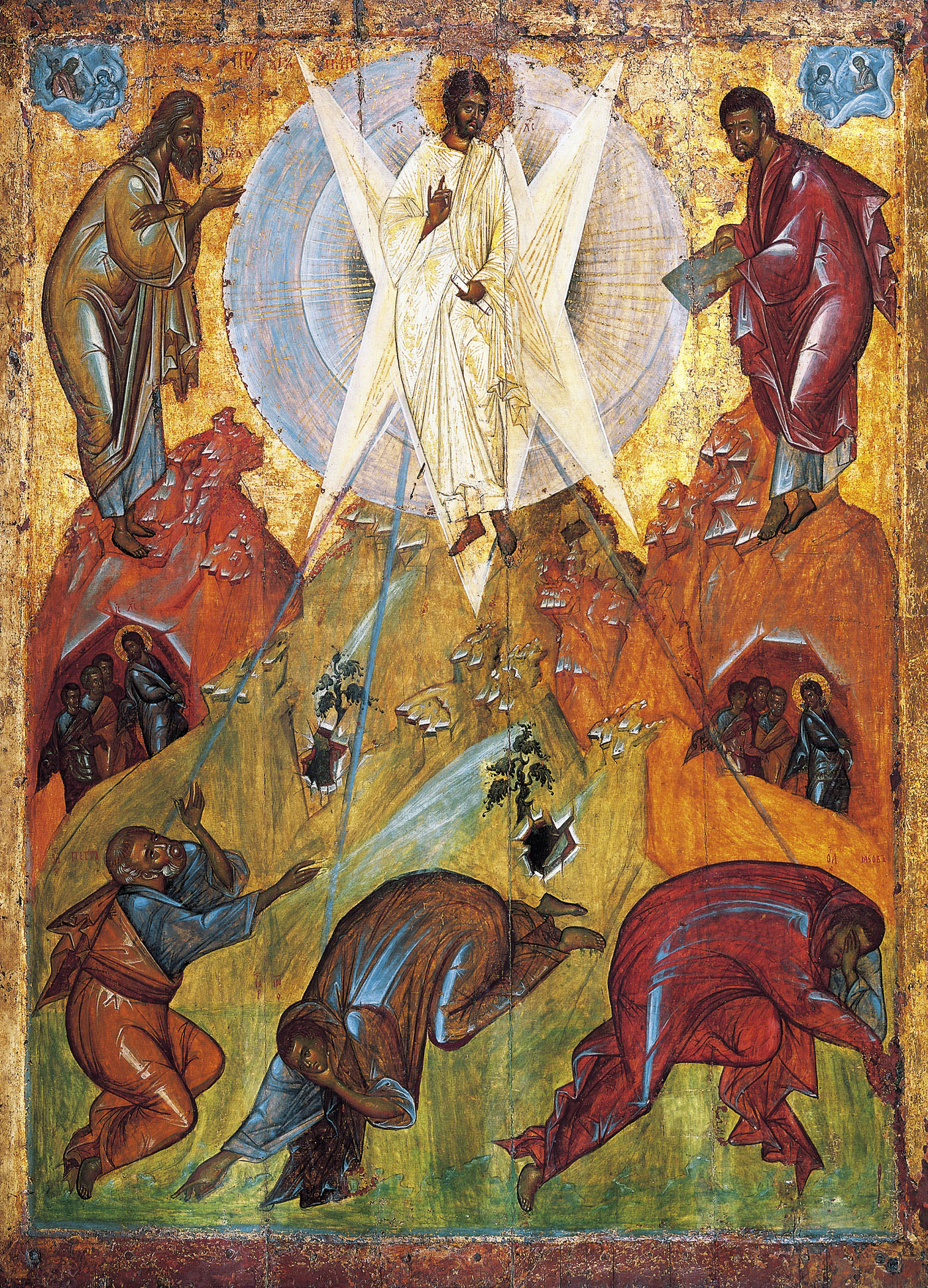
Ikona Proměnění Páně (Feofan Grek, kolem 1400)

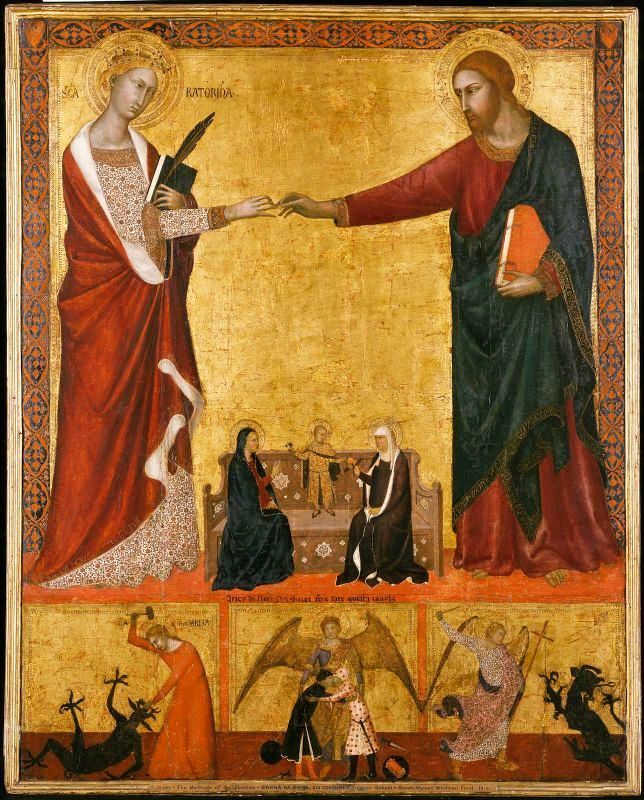
Mystický sňatek sv. Kateřiny Sienské (Barna da Siena, asi 1340)

Křesťanská mystika je tradice mystických praktik a mystické teologie v rámci křesťanství, která „se týká přípravy (osoby) na, vědomí a účinku přímé a transformativní přítomnosti Boha “ nebo Božské lásky. Až do 6. století byla praxe toho, pro co je ve 21. století užíván termín mystika, označována termínem contemplatio, či theoria, z contemplatio (latinsky ; řecky θεωρία, theoria ), „dívat se na“, „dívat se na“, „být si vědom“ Boha nebo Božství. Křesťanství začalo používat řeckou (theoria) i latinskou (contemplatio, kontemplace) terminologii k popisu různých forem modlitby a procesu poznávání Boha.

## Historie
Kontemplativní praktiky sahají od prosté modlitební meditace Písma svatého (tj. Lectio Divina ) ke kontemplaci o přítomnosti Boha, což vede k theosis (duchovní jednota s Bohem) a extatické vize mystického spojení duše s Bohem. V kontemplativní praxi se rozlišují tři stupně, jmenovitě katarze (očištění), vlastní kontemplace a vidění Boha.

## Charakteristika
Kontemplativní praktiky mají prominentní místo v pravoslavném křesťanství a orientálním pravoslaví a byl o ně obnoven zájem i v západním křesťanství (a to zejména v řeholních společenstvích, např. kartuziáni, trapisté).
Vlivy řeckého myšlení jsou patrné v nejranějších křesťanských mysticích a jejich spisech. Platón (428–348 př. n. l.) je považován za nejvýznamnějšího ze starověkých filozofů a jeho filozofický systém poskytuje základ pro většinu pozdějších mystických forem. Plotinus (asi 205 – 270 n. l.) poskytl nekřesťanský, novoplatónský základ pro mnohé křesťanské, židovské a islámské mystiky.
Janovo evangelium se zaměřuje na Boží slávu v jeho použití světelných obrazů a v jeho prezentaci kříže jako momentu oslavení. Kříž vidí také jako příklad lásky agapé, lásky, která není ani tak citem, jako spíše ochotou sloužit druhým a starat se o ně. Zdůrazněním lásky však svatý Jan posouvá cíl duchovního růstu od vědění (gnóze), kterou prezentuje spíše ve smyslu stoických představ o úloze rozumu jako základního principu vesmíru a jako duchovního principu ve všech lidech. Ačkoli Jan nenavazuje na stoickou představu, že tento princip umožňuje lidstvu sjednocení s Bohem, jedná se o myšlenku, kterou rozvíjejí pozdější křesťanští spisovatelé. Pozdější generace se také postupně vyhraňovaly mezi názory, zda následovat synoptiky ve zdůrazňování znalostí nebo svatého Jana ve zdůrazňování lásky.
V diskurzivní meditaci, jako je Lectio Divina, jsou mysl a představivost a další schopnosti aktivně využívány ve snaze porozumět našemu vztahu s Bohem. V kontemplativní modlitbě je tato činnost omezena, takže kontemplace byla popsána jako „pohled víry“, „tichá láska“. Mezi křesťanskou meditací a křesťanskou kontemplací není jasná hranice a někdy se překrývají. Meditace slouží jako základ, na kterém stojí kontemplativní život, praxe, kterou někdo začíná stav kontemplace.